# Heteroconis
Heteroconis is een geslacht van insecten uit de familie van de dwerggaasvliegen (Coniopterygidae), die tot de orde netvleugeligen (Neuroptera) behoort.

## Soorten

### OndergeslachtDrepanoconis
- H. (Drepanoconis) amoena Tjeder, 1973

### Niet gebonden aan een ondergeslacht
- H. aethiopica Monserrat, 1989
- H. africana Monserrat & Díaz-Aranda, 1988
- H. allisoni New, 1988
- H. angustipennis Monserrat, 1982
- H. argylensis New, 1987
- H. axeli New in New & Sudarman, 1988
- H. bifurcata Meinander, 1990
- H. candida Tjeder, 1973
- H. cornuta Monserrat, 1982
- H. curvata Meinander, 1990
- H. dahli Enderlein, 1906
- H. editae Sziráki, 2002
- H. enarotadiensis New, 1990
- H. enderleini Meinander, 1972
- H. fenestrata New, 1990
- H. flavicornuta Tjeder, 1973
- H. fumipennis Tjeder, 1973
- H. fusca Meinander, 1972
- H. gagnei New, 1988
- H. helenae Sziráki, 2001
- H. interrupta (Banks, 1937)
- H. iriana Tjeder, 1973
- H. javanica Monserrat, 1982
- H. kaindiensis New, 1990
- H. kaitensis New, 1990
- H. maculata Meinander, 1969
- H. madangensis Meinander, 1990
- H. monserrati Sziráki, 2001
- H. nigricornis Meinander, 1969
- H. nigripalpis Meinander, 1972
- H. nigripennis Meinander, 1969
- H. ornata Enderlein, 1905
- H. papuensis Meinander, 1990
- H. pennyi Meinander, 1990
- H. pepa Monserrat, 1982
- H. picticornis (Banks, 1939)
- H. pioraensis New, 1990
- H. planifrontalis Meinander, 1969
- H. pulchra Meinander, 1972
- H. rieki Meinander, 1972
- H. sakaeratica Sziráki, 2002
- H. serripyga Meinander, 1972
- H. smithersi Meinander, 1969
- H. spinosa New, 1990
- H. striata New, 1990
- H. subanalis Meinander, 1972
- H. tanzaniae Meinander, 1998
- H. terminalis (Banks, 1913)
- H. toxopei Tjeder, 1973
- H. umbrata New, 1990
- H. varia Enderlein, 1906
- H. vietnamensis Meinander, 1990
- H. wauensis New, 1988
- H. wilhelmensis New, 1990